# Бабкин, Фёдор Иванович
Фёдор Иванович Бабкин (сокр. рус. дореф. Фед. Ив. Бабкинъ; 6 [18] марта 1887, Новочеркасск — 15 марта 1920, Кубанская народная республика) — донской казак, казачий полковник, командир дивизиона донской артиллерии, организатор «Круга спасения Дона» (Новочеркасск, 1918).

## Биография
Родился 6 (18) марта 1887 года в семье военного Ивана Бабкина (см. фото).
Возможно, старший брат — Александр (1882—1974), отец — войсковой старшина Иван Николаевич, мать — Пелагея Петровна. Бабкины были известны на Дону с XVII века.

### Образование
В 1905 году окончил Донской кадетский корпус (ДКК) в Новочеркасске.
В 1907 году окончил Михайловское артиллерийское училище (МАУ) в Санкт-Петербурге.

### Служба и Первая мировая война
Хорунжий — в 1909 году служил во 2 Донском казачьем артиллерийском дивизионе, базировался в городе Проскуров.
25 августа (7 сентября) 1913 установлено старшинство в чине командиру Донской казачьей батареии.
Во время Первой мировой войны получил три Ордена Святой Анны:
- В 1915 году Подъесаул, Есаул — командир 17-й Донской казачьей артиллерийской батареи.
- В 1916 году командир 21-й Донской казачьей батареи, в июле лечился в сводном госпитале, Ростов-на-Дону[8].

К началу 1918 года Донская артиллерия вернулась с фронта под командованием генерала И. П. Астахова. В январе-феврале 1918 года в Донской армии, есаул, командир 17 Донской казачьей батареи.

### Гражданская война
В начале апреля 1918 года — руководитель Второго съезда Черкасского округа в станице Манычская. Съезд объявил призыв к оружию, выбрал исполнительный орган, вошедший позже в Совет обороны Дона.

Съезд объявил себя временно верховной властью Черкасского округа и выделил районный штаб обороны, объявил беспощадную борьбу с советской властью. До организации войсковой власти признал за Походным атаманом, как за временным заместителем Войскового атамана, всю верховную, как военную, так и гражданскую, власть.
В мае 1918 года был во Временном Донском правительстве, организовал Круг спасения Дона. Был выбран в «Президиум Круга» — «Товарищем председателя» (Г. П. Янов — председатель, В. Светозаров — ещё один товарищ)
С 7 мая 1918 года в звании Войсковой старшина, с 1919 года — Казачий полковник.
На 1 января 1919 года — командир 1-й батареи под командованием генерала Ф. И. Горелова
14 января — 7 августа 1919 года в Первом Донском конно-артиллерийском дивизионе — командир Первой казачьей батареи.
Командир Донского казачьего артиллерийского дивизиона 4-го Донского корпуса, под командованием генералов К. К. Мамонтова, затем А. А. Павлова.
Был тяжело ранен 19 января 1920 года во время боя у Батайска и Ольгинской.
Командир дивизиона полковник Фёдор Иванович Бабкин скончался от полученных ран в марте 1920 года на Кубани.

## Семья
Жена — Александра Ипполитовна (14 (26) июля 1885—9 июря 1969), дочь земского врача И. А. Прощакова (1848—1911). В 1910 году работала надзирательнецей в Первом Новочеркасском женском классном училище.
- Дочь — Елизавета (1912—2000), архитектор.
- Сын — Александр (1914—2000), спортивный тренер и судья.

## Награды
- 1915 октябрь — Орден Святой Анны III-й степени с мечами, за боевые заслуги[20]
- 1916 март — Орден Святой Анны IV-й степени с надписью «за храбрость»[21]
- 1916 апрель — Орден Святой Анны II-й степени с мечами, за боевые заслуги[22]